# ایوان کرامسکوی

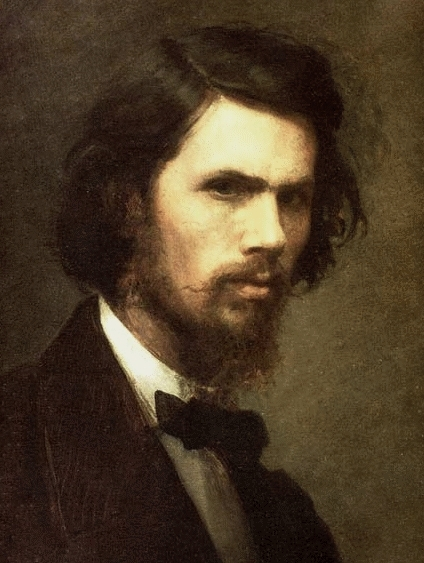
خودنگاره (ایوان کرامسکوی)۱۸۶۷

ایوان نیکلایویچ کرامسکوی (به روسی: Ива́н Никола́евич Крамско́й)،(زاده ۸ ژوئن یا ۲۷ مه ۱۸۳۷ ،اوستروگوژسک-درگذشته ۶ آوریل یا ۲۴ مارس ۱۸۸۷ ،سن پترزبورگ) نقاش و منتقد هنری اهل امپراتوری روسیه بود. او از رهبران روشنفکر جنبش هنر دموکراتیک روسیه در ۱۸۸۰-۱۸۶۰ بود.

## زندگی
کرامسکوی از یک خانواده خرده-بورژوای فقیر آمده بود. از سال ۱۸۵۷ تا ۱۸۶۳ در آکادمی هنرهای سن پترزبورگ تحصیل کرد. وی علیه هنر دانشگاهی واکنش نشان داد و آغازگر «شورش چهارده نفر» بود که با اخراج گروهی از دانش‌آموختگانی که «آرتل هنرمندان» ("Артель художников") را سازماندهی کرده بودند پایان یافت. کامسکوی، تحت تأثیر عقاید دموکرات‌های انقلابی روسیه، کرامسکوی بر وظیفه اجتماعی خطیر هنرمند، اصول رئالیسم و سرشت اخلاقی و ملی بودن هنر تأکید می‌کرد. وی به یکی از بنیان‌گذاران و نظریه‌پردازان اصلی «شرکت نمایشگاه‌های هنری سیار» (یا پردویژنیکی) تبدیل شد.
در سال ۱۸۶۳–۱۸۶۸ او در مدرسه نقاشی یک انجمن ترویج هنرهای کاربردی تدریس کرد. او یک نگارخانه از پرتره‌های نویسندگان، دانشمندان، هنرمندان و چهره‌های مهم روس ایجاد کرد (لو نیکولایویچ تولستوی، ۱۸۷۳، ایوان شیشکین، ۱۸۷۳، پاول میخائیلوویچ ترتیاکف، ۱۸۷۶، میخائیل سالتیکوف-شچدرین، ۱۸۷۹، سرگئی بوتکین، ۱۸۸۰) که در آن سادگی بیان ترکیب و وضوح تصویر بر عناصر عمیق روان‌شناختی شخصیت تأکید دارد.
آرمان‌های دموکراتیک کرامسکی روشن‌ترین بیان خود را در پرتره‌های دهقانان پیدا کرد که جزئیات زیادی از شخصیت‌های نماینده مردم عامه به تصویر می‌کشید.

## نگارخانه

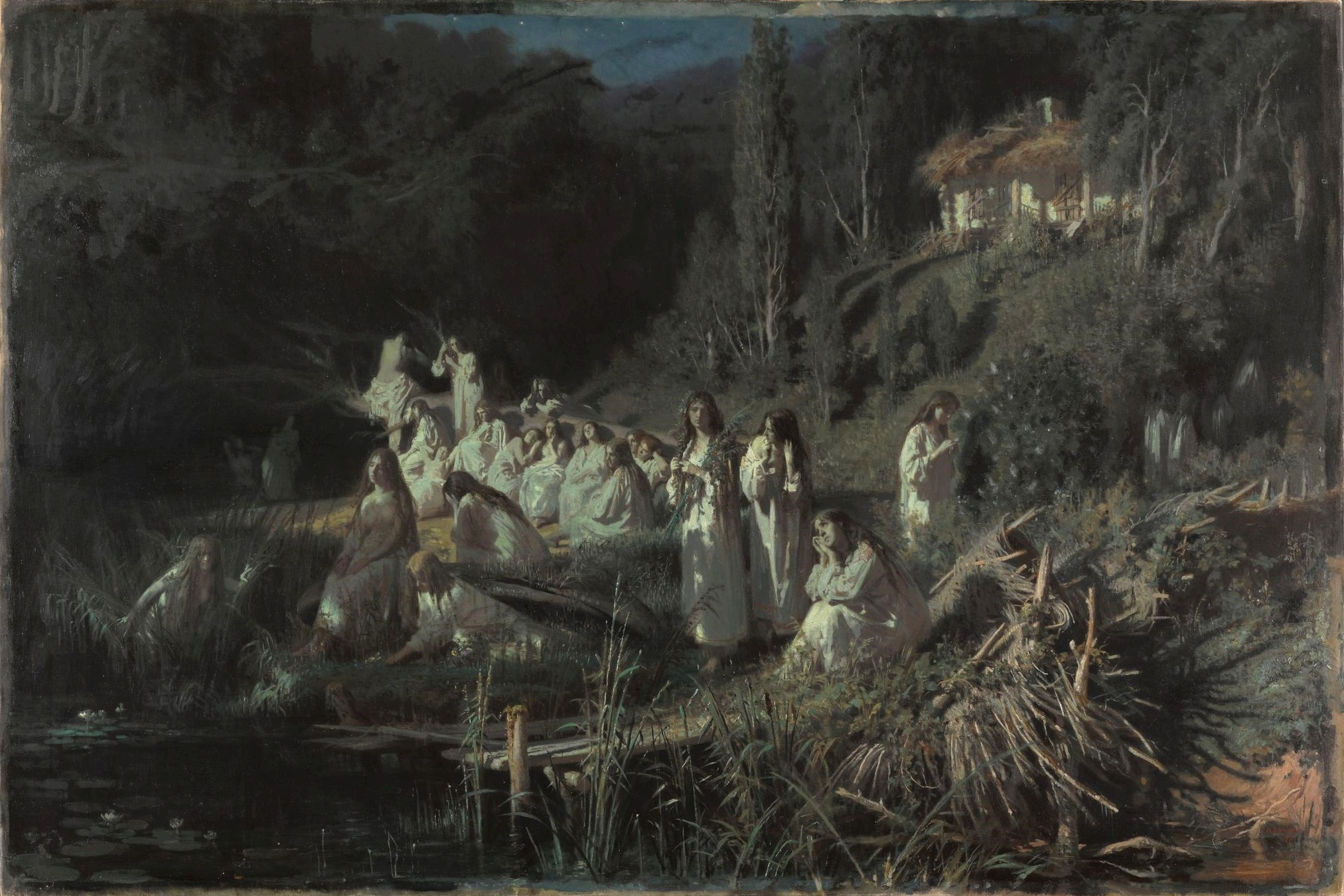
پریان دریایی ۱۸۷۱

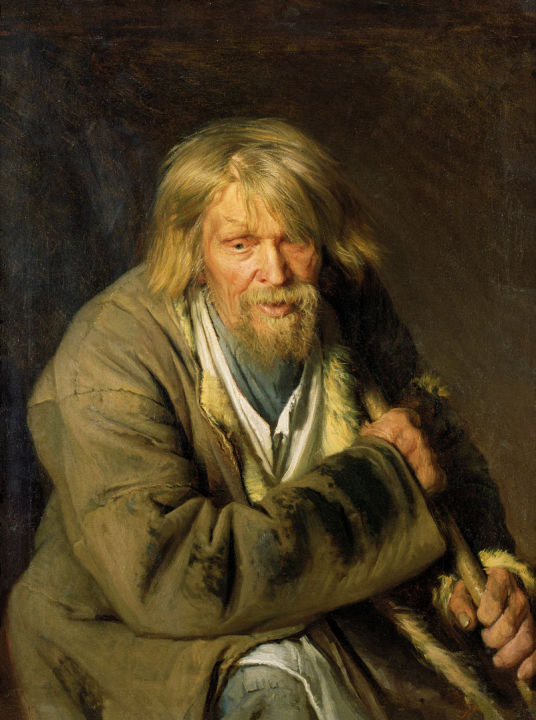
پیرمرد با چوب زیربغل، ۱۸۷۲
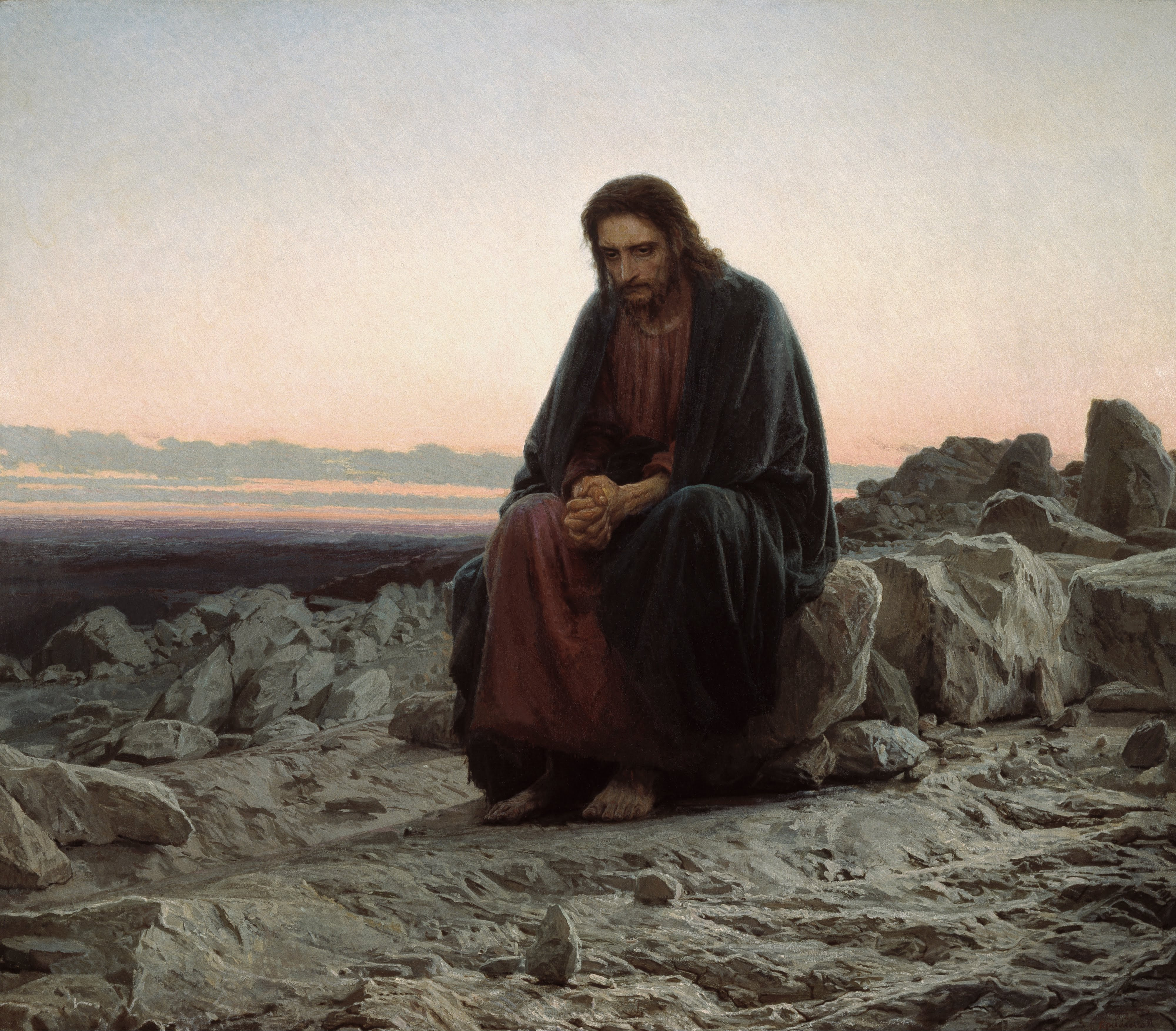
مسیح در بیابان، ۱۸۷۲
پرترهٔ نقاش ایوان شیشکین، ۱۸۷۳.
لئو تولستوی،۱۸۷۳
ایوان شیشکین، ۱۸۸۰
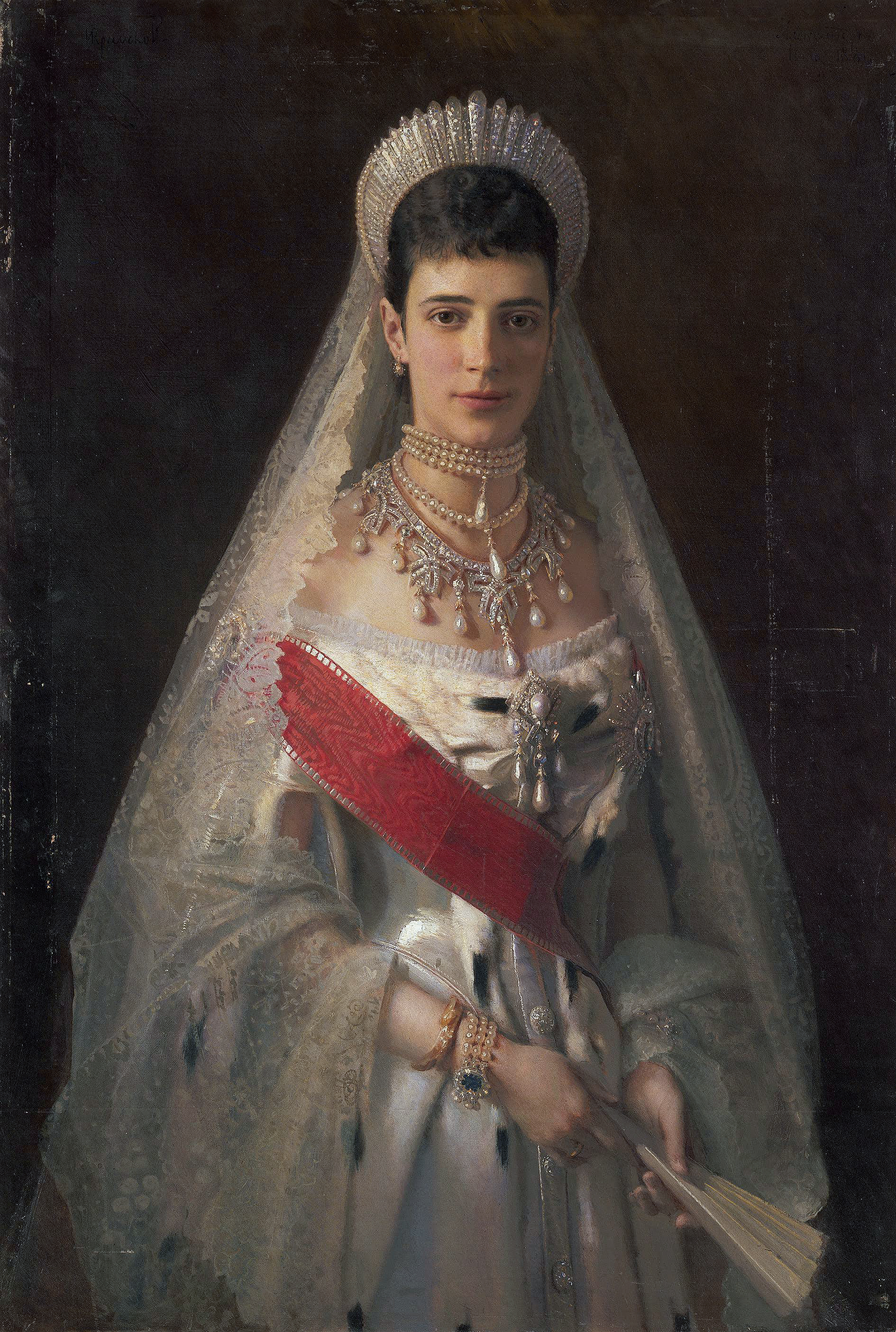
ماریا فیودوروونا دهه ۱۸۸۰
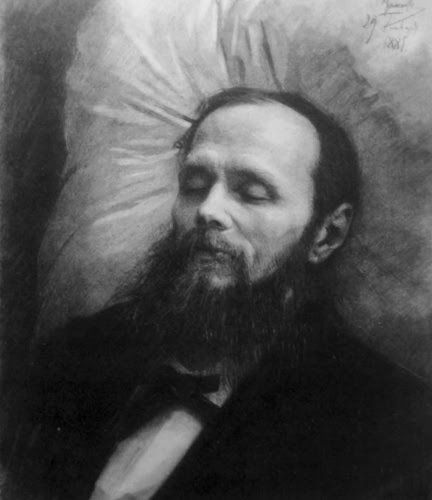
فیودور داستایفسکی در تابوتش، ۱۸۸۱
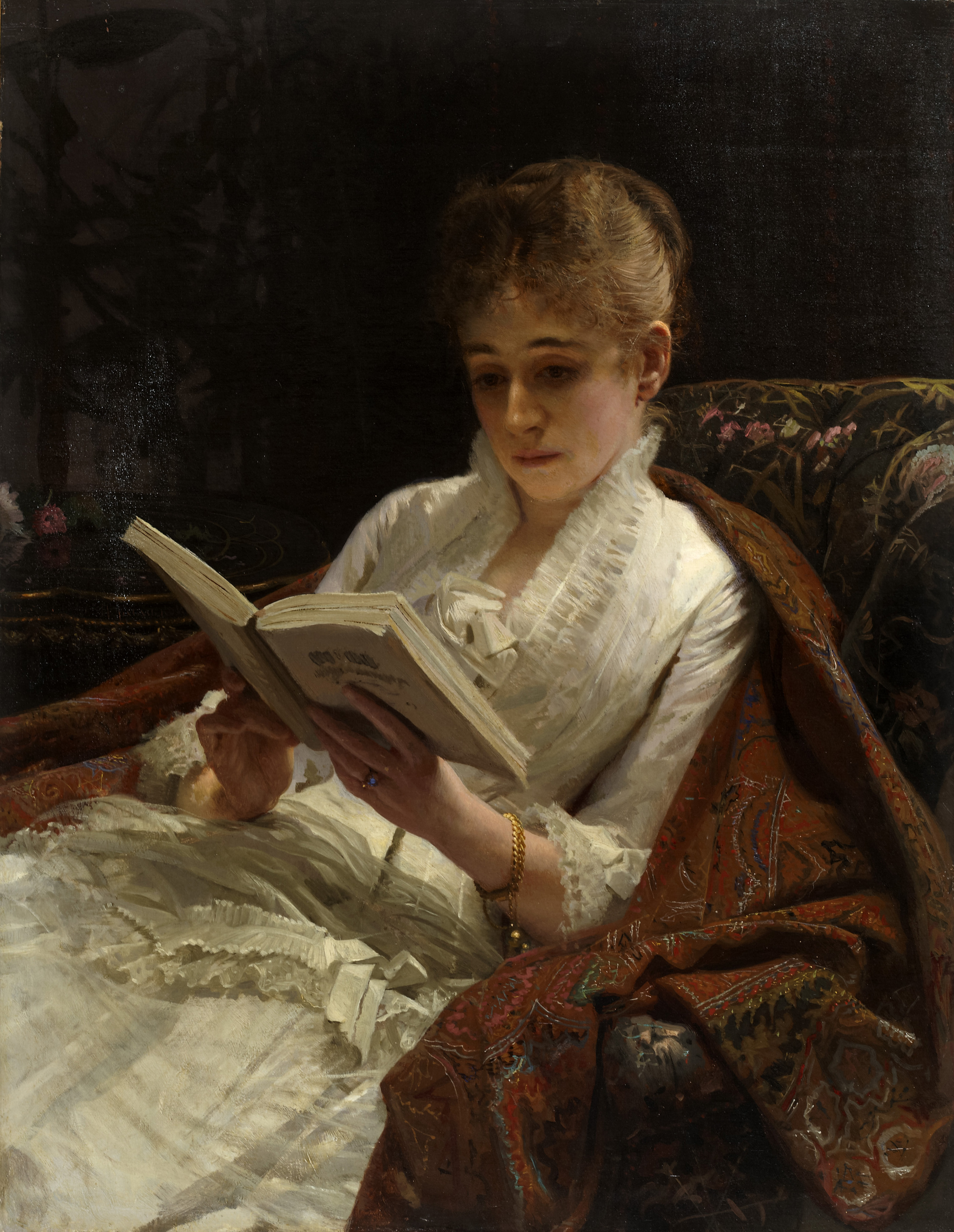
پرترهٔ زنی در حال خواندن کتاب،۱۸۸۱
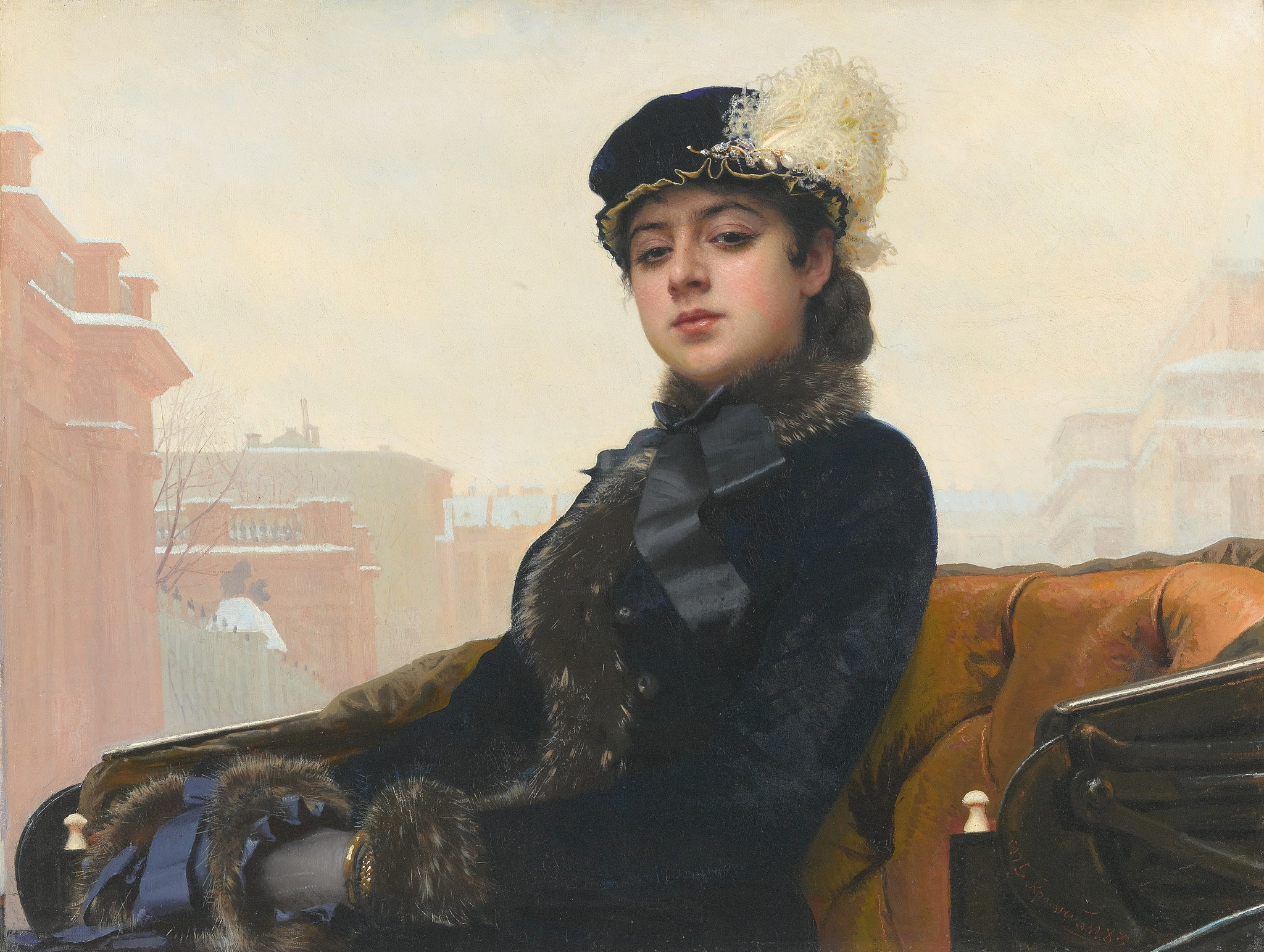
پرترهٔ زنی ناشناس،۱۸۸۳
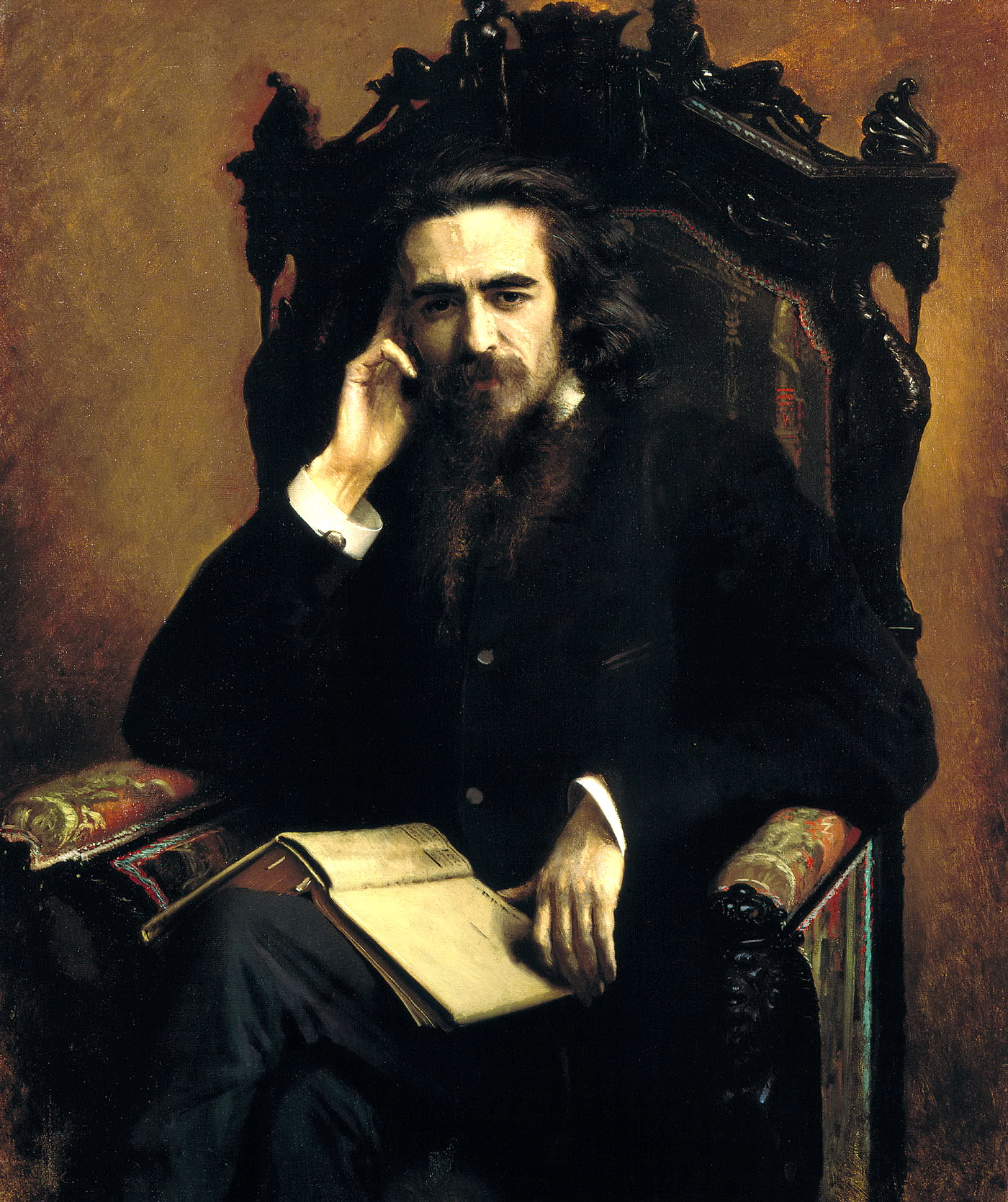
ولادیمیر سولویوف، ۱۸۸۵
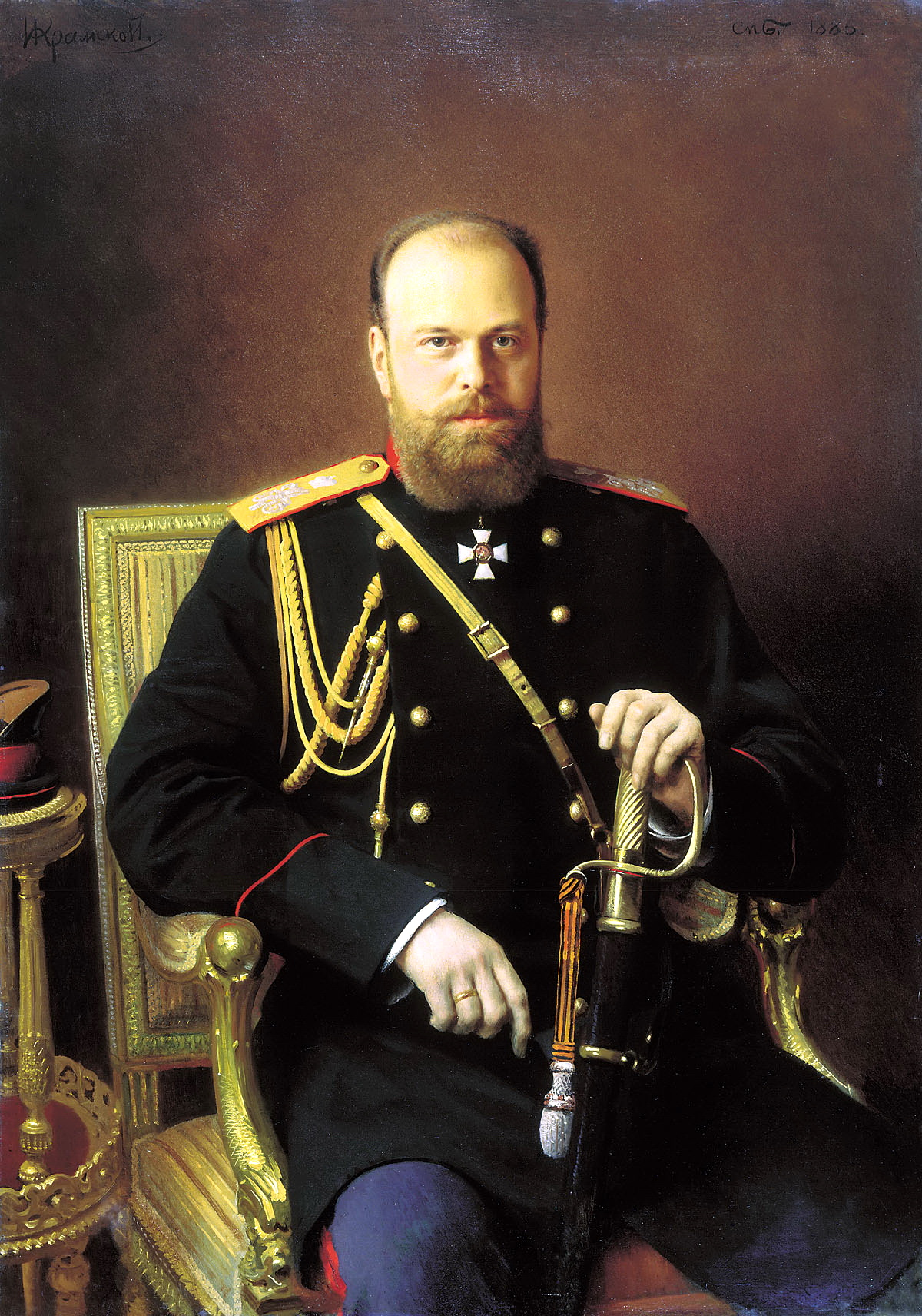
الکساندر سوم ،۱۸۸۶
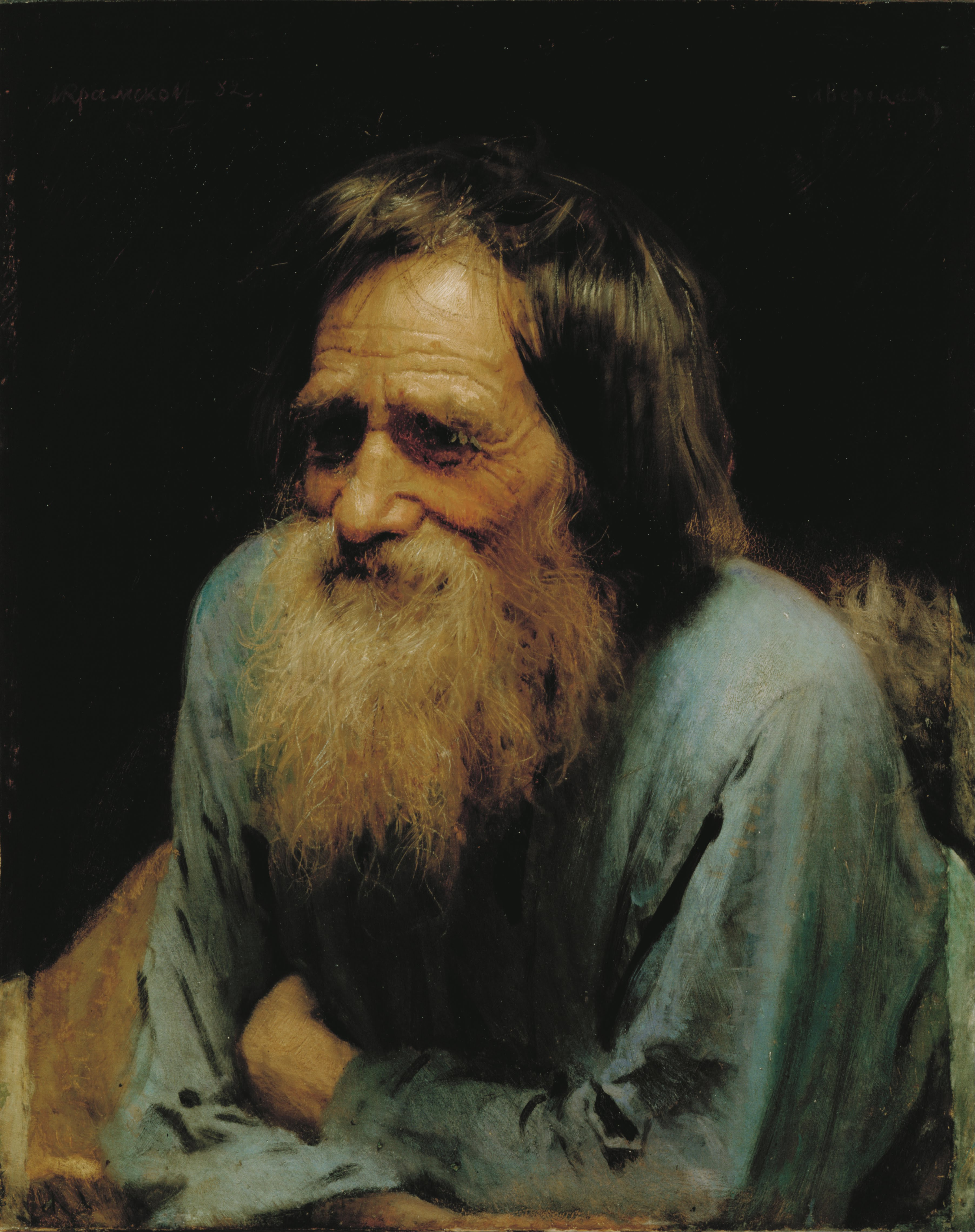
مینا مویسف
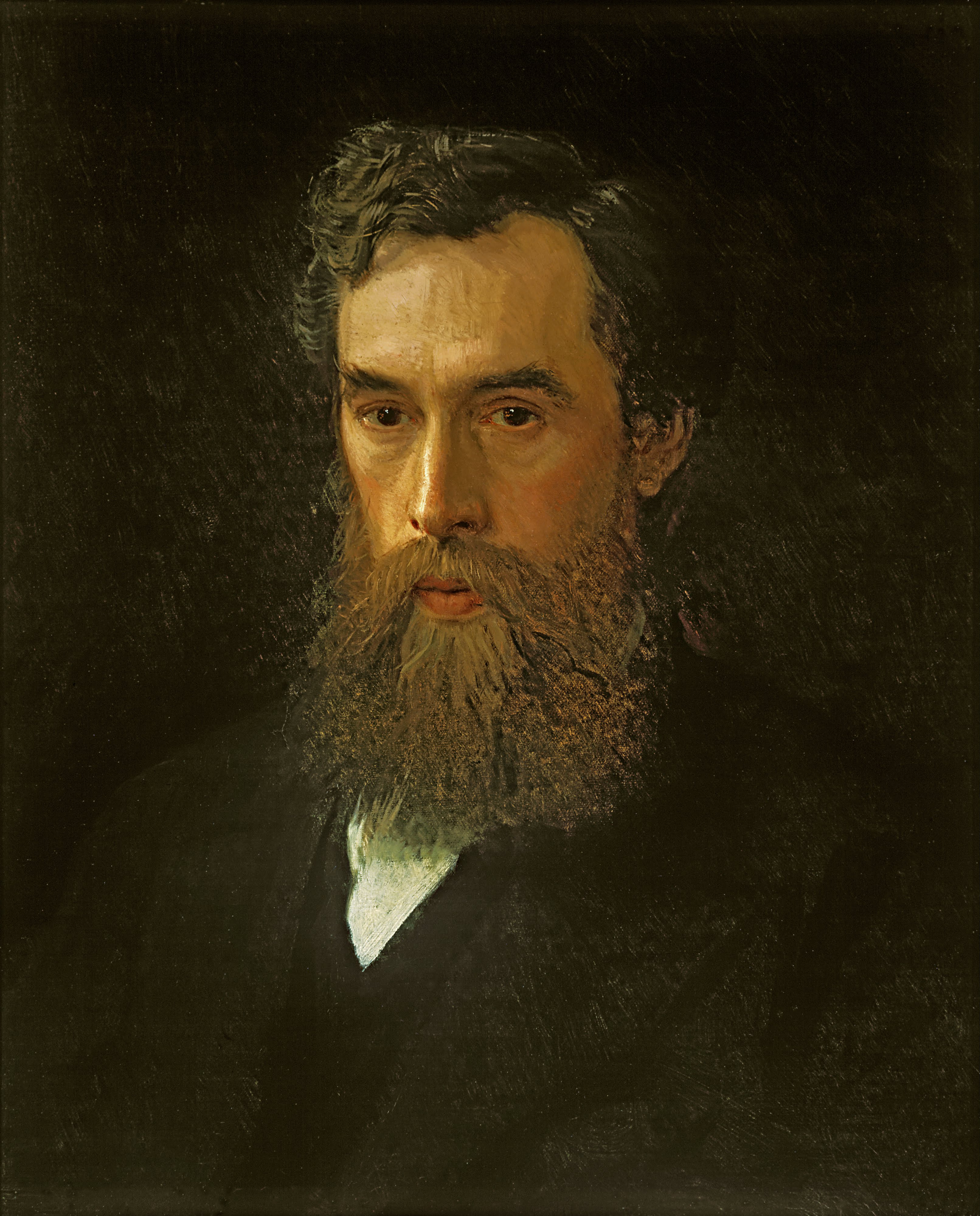
پاول ترتیاکف (۱۸۳۲–۱۸۹۸)
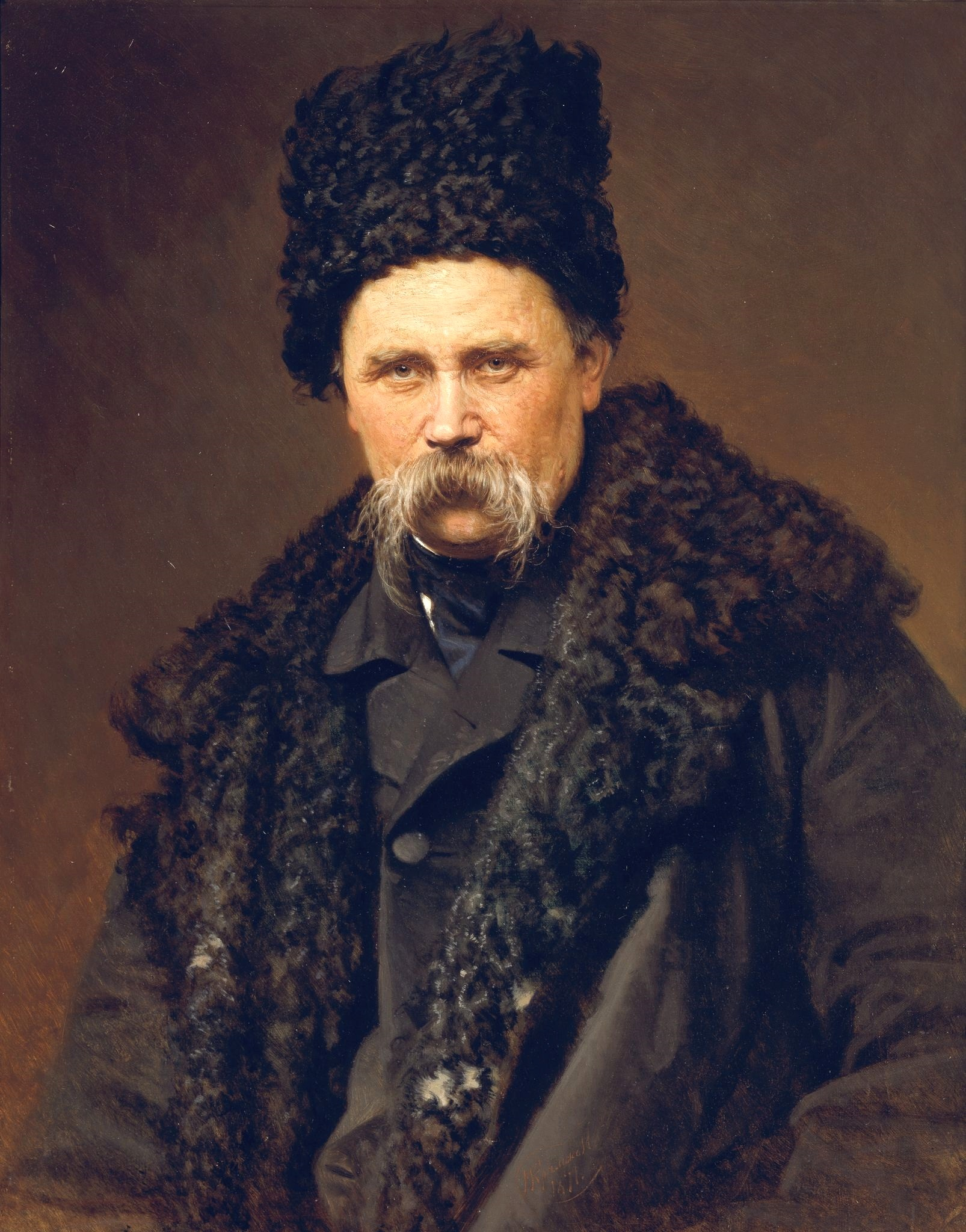
تاراس شوچنکو
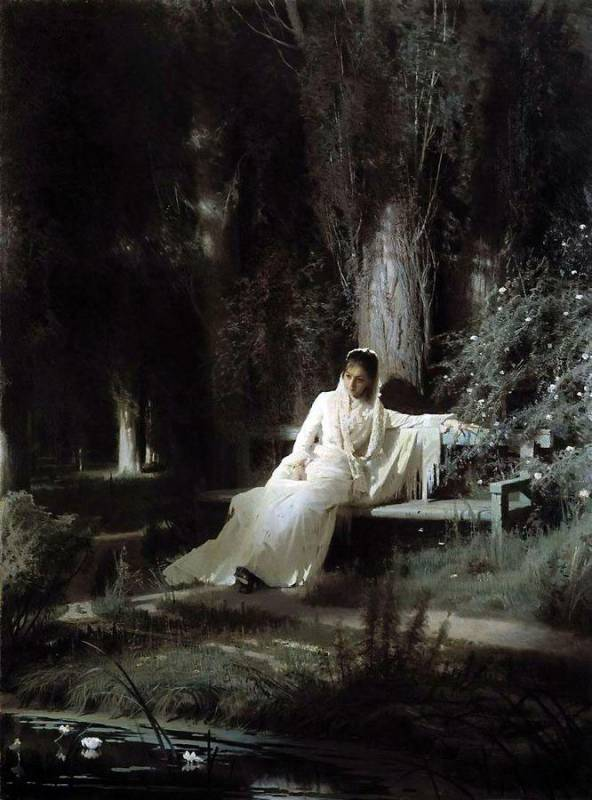
شب مهتابی
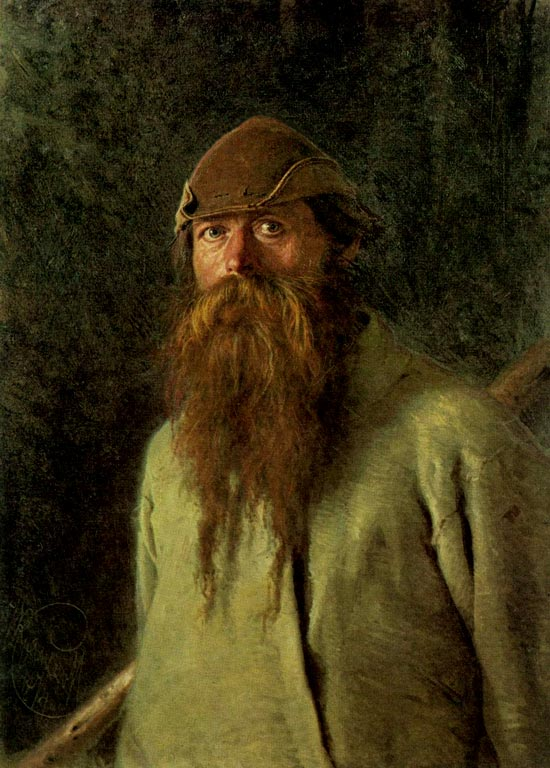